# Arctocyonides
Arctocyonides és un gènere de mamífer extint de la família dels arctociònids que visqué durant el Paleocè. Se n'han trobat restes fòssils a Bèlgica, França i el Regne Unit.